# Phénoménologie et matérialisme dialectique
 (juin 2012).

Phénoménologie et matérialisme dialectique est un ouvrage publié par Tran Duc Thao en 1951 aux Éditions Minh Tan à Paris. 

## Description
Première partie : La méthode phénoménologique et son contenu effectivement réel
La première partie de l'ouvrage, qui synthétise le travail que Tran Duc Thao mène sur Husserl depuis 1942, constitue un exposé de la phénoménologie husserlienne. Il reprend les trois grands moments de la pensée husserlienne :
1. l'intuition des essences (dans les Recherches logiques),
2. la phénoménologie statique (dans Ideen I),
3. la phénoménologie génétique de la dernière période (notamment éclairée par les inédits que Tran Duc Thao avait pu consulter lors de son séjour aux Archives-Husserl de Louvain en 1944).

Cette partie se termine par la mise en lumière d'une contradiction entre les concepts phénoménologiques husserliens et les résultats concrets auxquels aboutit une étude menée selon cette démarche.
Deuxième partie : La dialectique du mouvement réel
La deuxième partie prétend résoudre cette contradiction en abandonnant le cadre théorique husserlien et en réinterprétant les résultats concrets à partir du matérialisme dialectique. Tran Duc Thao propose alors une genèse matérialiste de la conscience humaine à partir de la matière (en passant par les divers stades intermédiaires de l'évolution), avant de faire un exposé du fonctionnement de la dialectique matérialiste dans le cadre des sociétés humaines. Bien qu'écrit très rapidement pour pouvoir rentrer au plus tôt au Viêt Nam, l'ouvrage exerce une fascination sur toute une génération intellectuelle (Althusser, Derrida, Bourdieu, Ricœur) [réf. nécessaire].

## Éditions et traductions
Éditions françaises
- 1951, Minh Tan, Paris
- 1971, Gordon & Breach, New York
- 1992, Ed. des Archives Contemporaines, Paris
- 2012, Ed Delga, De Husserl à Marx. Phénoménologie et matérialisme dialectique
- 2013, Armand Colin, repris en deuxième partie de L'itinéraire de Tran Duc Thao. Phénoménologie et transferts culturels

Traductions
- Traduction italienne (Roberta Tomassini) : Fenomenologia e Materialismo Dialettico, Lampugnani Nigri, Milan, 1970.
- Traduction en espagnol : Fenomenología y Materialismo Dialéctico, Editorial Lautaro, Buenos Aires, 1959.  Fenomenología y Materialismo Dialéctico, Nueva Visión, Buenos Aires, 1971.
- Traduction japonaise (Takeuchi Yoshitomo) : Genshôgaku to Benshôhô-teki Yuibutsuron, Gôdô Shuppan, Tokyo, 1971.
- Traduction anglaise (Daniel J. Herman et Donald V. Morano) : Phenomenology and Dialectical Materialism, D. Reidel, Dordrecht, 1986.
- Traduction vietnamienne : Hiện Tượng Học và Chủ Nghĩa Duy Vật Biện Chứng. Bản dịch của Đinh Chân. Hà Nội: Nxb Đại Học Quốc Gia, 2004.